# Pelott
Pelott är en kudde som stödjer. Hålfotsinlägg innehåller ofta en pelott. Det finns olika standardtyper av pelotter och pelottsulor som läggs i skor för att stödja foten.